# Blepharodinae
Blepharodinae Beier, 1965 è una sottofamiglia di mantidi appartenente alla famiglia Empusidae.

## Distribuzione e habitat
Il taxon è presente esclusivamente in Nordafrica.

## Tassonomia
La sottofamiglia comprende i seguenti generi e specie:
- Blepharodes Bolivar, 1890
  - Blepharodes candelarius Bolivar, 1890
  - Blepharodes cornutus (Schulthess, 1894)
  - Blepharodes parumspinosus Beier, 1930
  - Blepharodes sudanensis Werner, 1907
- Blepharopsis Rehn, 1902
  - Blepharopsis mendica Fabricius, 1775
- Idolomantis Uvarov, 1940
  - Idolomantis diabolica (Saussure, 1869)